# Јулио (Бјела)
Јулио је насеље у Италији у округу Бијела, региону Пијемонт.
Према процени из 2011. у насељу је живело 30 становника. Насеље се налази на надморској висини од 401 м.